# 123 Respostas sobre Drogas
123 Respostas sobre Drogas é um livro publicado em 1996 pela editora Editora Scipione de autoria do psiquiatra brasileiro Dr. Içami Tiba. 
Ao palestrar em diversas ocasiões Tiba concluiu que a maioria dos adolescentes é mal informada a respeito das drogas e dos seus efeitos e pensando nisso, reuniu no livro perguntas e respostas sobre curiosidades e dúvidas dos jovens, com exemplos retirados de seu próprio dia-a-dia.